# Kepler-309
Kepler-309, precedentemente conosciuta come KOI-1596, è una stella nella costellazione del Cigno, distante 1775 anni luce dal sistema solare. Nel 2014 attorno ad essa sono stati scoperti due pianeti extrasolari col metodo del transito, analizzando i dati del telescopio spaziale Kepler. La stella è una nana arancione più piccola e fredda del Sole e i pianeti scoperti, Kepler-309 b e Kepler-309 c, hanno un raggio rispettivamente 1,56 e 2,5 volte quello della Terra ed orbitano ad una distanza rispettivamente di 0,06 e 0,4 UA dalla stella. Data la luminosità di Kepler-309, quasi un quarto di quella del Sole, il pianeta c potrebbe essere all'interno della zona abitabile e quindi sulla sua superficie potrebbe esistere acqua allo stato liquido, elemento indispensabile per lo sviluppo di forme di vita complesse. 

## Sistema planetario
Considerando il raggio è incerta la natura dei due pianeti, in quanto col metodo del transito non è possibile conoscere la loro massa e la loro densità; potrebbero essere delle super Terre, anche se, considerando il suo raggio, il maggiore e più esterno dei pianeti potrebbe essere un nano gassoso. La temperatura d'equilibrio stimata del pianeta c, con un'albedo simile a quella terrestre (0,3) sarebbe di 278 K, e con un'albedo di 0,5 sarebbe di circa 256 K (-17 °C), vale a dire simile alla temperatura d'equilibrio della Terra. La temperatura d'equilibrio è normalmente più bassa di quella effettiva, in quanto l'eventuale effetto serra generato da una densa atmosfera tratterebbe parte del calore ricevuto dalla stella, aumentando sensibilmente la temperatura effettiva superficiale.

## Prospetto
| Pianeta | Tipo        | Raggio  | Periodo orb.     | Sem. maggiore | Eccentricità | Incl. orbita |
| ------- | ----------- | ------- | ---------------- | ------------- | ------------ | ------------ |
| b       | Super Terra | 1,5 R⊕  | 5,92365 giorni   | 0,059 UA      | —            | 89,959       |
| c       | Mininettuno | 2,82 R⊕ | 105,35638 giorni | 0,401 UA      | —            | 89,380       |